# Volturnus
Volturnus (nom latin parfois francisé en Volturne) était, dans la religion romaine antique, une divinité masculine mineure. Il possédait son propre flamen mineur, un grand prêtre, le Flamen Volturnalis, et était célébré le 27 août.
Bien qu'à l'origine suffisamment populaire pour recevoir son propre flamen, il avait déjà disparu dans l'obscurité à l'époque de la fin de la République romaine.On le représente avec un vase inversé, déversant de l'eau.
Il fait partie des quatre Ventus Venti (vents venant des quatre points cardinaux), fils d'Éole et Aurore : Aquilon, Favonius et Auster. Il a pour associé Subsolanus et Eurus (histoires naturelles, Pline).

## Famille
Volturnus avait au moins deux descendants : une fille nommée Juturne ou Juturna, déesse des fontaines, des puits et des sources, née de la déesse des eaux douces Vénilia, et par cette fille un petit-fils nommé Fontus, né d'une histoire d'amour entre Juturna et Janus et dieu de l'eau de source.

## Origines et fonctions
Le culte de Volturnus provient peut-être d'un culte local samnite. Bien qu'il soit à l'origine un dieu étrusque, il s'est répandu à Rome et semble avoir remplacé ou coïncidé avec le dieu fleuve romain Tibre, auquel il était peut-être identifié,.
Volturnus était probablement associé aux eaux (cours d'eau et fontaines), car il est l'homonyme du fleuve Volturno et on faisait de lui le père de Juturna (déesse associée aux fontaines et notamment à la Fontaine de Juturne sur le Forum Romanum à Rome). C'était une divinité romaine publique.
Selon Aulu-Gelle, les Romains appelaient également Volturnus l'un des vents d'Orient, vraisemblablement le Sirocco étant donné que dans un passage de Columelle on rapporte que dans la province Bétique il était nécessaire de recouvrir les vignes de nattes lorsque la Canicule montait en le ciel, car autrement, à cette époque, le vent nocif du sud-est appelé Volturnus aurait brûlé les raisins comme une flamme.

## Culte
L'un des flamines mineurs, le flamen volturnalis, se consacrait au culte de Volturnus. On rendait à Volturnus un festival d'une journée, les Volturnalia (en), qui avait lieu le 27 août, à la fin de la canicule estivale, Volturnus et sa fille Juturna étant tous deux honorés ce jour-là par des festins, de la consommation de vin et des jeux. Selon Varron, ce sacerdoce aurait été institué par Numa Pompilius, le deuxième roi de Rome dans l'historiographie traditionnelle. Ce serait donc l'une des plus anciennes fêtes romaines.
Un des domaines de Volturnus étant celui du vent caniculaire du sud-est et le jour de célébration de Volturnus étant celui de la fin de la Canicule au sens astronomique du terme, les Volturnales étaient probablement un sacrifice propitiatoire de nature agricole au vent du Volturnus pour protéger les récoltes, idée aujourd'hui soutenue par des savants faisant autorité comme Dumézil.
Cependant, d'autres interprétations ont également été proposées, notamment que les Volturnales étaient une fête fluviale dédiée au Tibre déifié. En se basant sur l'existence d'une fête organisée dans l'ancienne Capoue en l'honneur du dieu campanien éponyme du fleuve Volturno, certains auteurs ont estimé que les Volturnales romaines pourraient également avoir un caractère similaire. Dans cette hypothèse, il a été proposé que Dieu et les festivités avaient été importés à Rome de l'ancienne Campanie, que le nom Volturnus aurait pu être attribué par les Romains au Tibre "a volvendo", c'est-à-dire du mot indiquant le mouvement des eaux, et que le terme flaminis récurrent en relation avec les Volturnales dans un calendrier romain antique original (le soi-disant Capranica) devrait être relu comme fluminis . Cependant, ces hypothèses semblent difficiles à soutenir, surtout à la lumière du passage de Varron qui attribue à la fête une origine archaïque et purement romaine et rend donc improbable une simple importation de Campanie, un amalgamme entre les deux divinités étant cependant visible dès l'époque classique.
Outre une certaine confusion entre les divinités campaniennes et romaines qui s'est produite tant dans la poésie classique que dans la philologie moins récente, il y a aussi ceux qui ont soutenu, comme Vaccai lui-même, une identification entre Volturnus et Vertumne (en latin : Vertumnus ou Vortumnus), ancien dieu romain de la nature qui se transforme et des changements saisonniers et non saisonniers, voyant des aspects de Janus dans les deux. Cette interprétation est également difficile à soutenir, puisque Vertumne avait, toujours selon Varron, sa propre célébration, le Vertumnalia, qui ont eu lieu à une autre occasion.

## Apparence
Volturne était considéré comme ayant l'apparence d'un homme aux longs cheveux blonds.

## Évocation moderne
Le lac Volturnus (en), en Antarctique, doit son nom à la divinité.